# Luitpold Schuhwerk

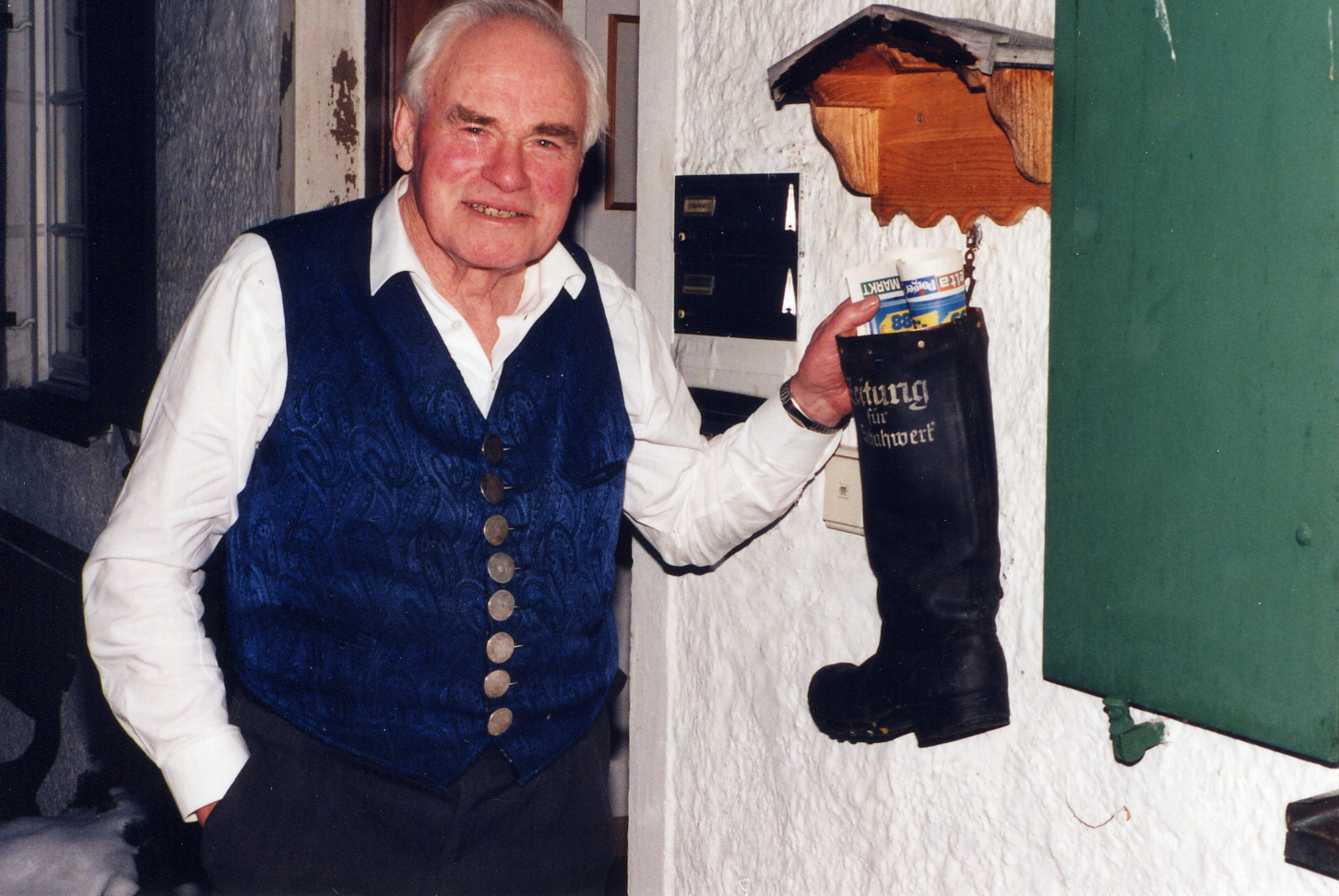
Luitpold Schuhwerk (2002)

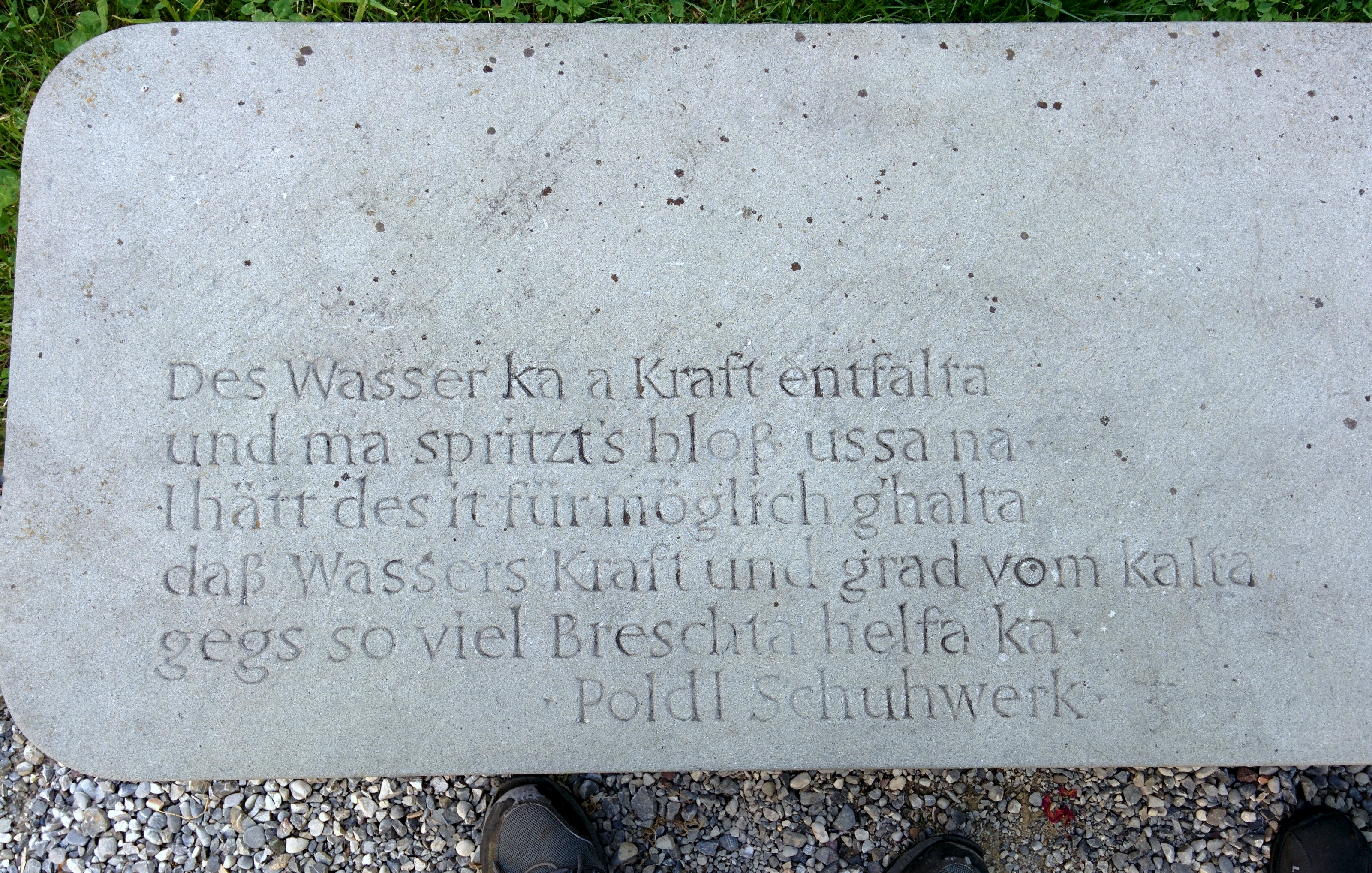
Gedicht von Schuhwerk im Schloßgarten Türkheim

Luitpold „Poldl“ Schuhwerk (* 11. November 1922 in Türkheim; † 18. Januar 2005 in Mindelheim) war ein schwäbischer Heimatdichter und Malermeister.

## Leben
Schuhwerk verfasste Gedichte in schwäbischer Mundart und war zeitweise Leiter des Heimatmuseums in Türkheim im Herzogschloss. Dieses Museum wurde von Hans Ruf gegründet.
Seit dem 9. Dezember 1999 ist er Ehrenbürger seines Geburtsortes Türkheim. Die Ernennung erfolgte im Rahmen des Festaktes 300 Jahre Markterhebung am 29. Januar 2000.

## Werke
- Des hau mer denkt. Gedichte in schwäbischer Mundart. Erstauflage 1976. 2. Auflage: Konrad, Weißenhorn 1987, ISBN 3-87437-248-0.
- ’s Wintersinna. Gedichte in schwäbischer Mundart. Konrad, Weißenhorn 1998, ISBN 3-87437-414-9.